# Вікторин (Любимов)
Єпископ Вікторин (у миру Валентин Дмитрович Любимов; 17 (29) квітня 1821, село Лісино, Калузька губернія — 21 серпня (2 вересня) 1882, Кам'янець-Подільський) — єпископ Російської православної церкви, єпископ Подільський і Брацлавський.

## Біографія
Народився 17 квітня 1821 року в селі Лісино Калузької губернії в родині священика.
У 1843 році після закінчення курсу Калузької духовної семінарії висвячений у сан священика.
У 1848 році в сильний розпал холери о. Валентина покликали на міську площу до хворого холерою, який був проїжджим. Хворий лежав на бруківці, замучений судомами і блювотою. Отець Валентин нагнувся до хворого, сповідав його і скориставшись моментом припинення блювоти, причастив його. Але лише він вклав в уста хворого Святі Дари, як блювання у хворого почалася знову. Батюшка не розгубився, нагнувся, відшукав лжицею в блювотному виверженні частинку Святих Дарів, вийняв її, поклав у посудину і тут же на очах народу з водою сам вжив її. І після цього отець Валентин залишився цілий і неушкоджений, в той час як інші, які так дбайливо оберігали себе від усіляких зносини з холерними, вмирали. Про цей випадок тоді говорив весь Боровськ.
30 січня 1850 вступив в братство Пафнутіева Боровського монастиря Калузької єпархії.
19 вересня 1850 прийнятий в Санкт-Петербурзьку духовну академію.
20 жовтня 1852 пострижений у чернецтво.
31 жовтня 1853 призначений інспектором Смоленської духовної семінарії.
18 квітня 1855 визнаний гідним ступеня магістра, захистивши дисертацію «Вплив Церкви на приватну і суспільну благодійність».
14 квітня 1857 возведений у сан архімандрита.
З 15 вересня 1857 року — бакалавр Санкт-Петербурзької духовної академії, а 13 листопада призначений інспектором тієї ж академії.
З 29 жовтня 1858 року — ректор Костромської духовної семінарії і настоятель Ігрицького Богородицького монастиря.
З 30 листопада 1860 року — ректор Тифліської духовної семінарії і настоятель Тифліського Спасо-Преображенського монастиря.
З 24 грудня того ж року — член Грузино-Імеретинської синодальної контори.
3 листопада 1868 хіротонізований в єпископа Чебоксарського, вікарія Казанської єпархії.
З 7 грудня 1874 року — єпископ Полоцький і Вітебський.
З 6 березня 1882 року — єпископ Подільський і Брацлавський.
Преосвященний Вікторин займався складанням тем для проповідей. Він же редагував переклад творінь Іоанна Златоуста.
Помер 21 серпня 1882 року.

## Праці
- О превосходстве христианства пред мухаммеданством. — Казань, 1882. Понятие о женщине и быт ее у мухаммедан и христиан. — Казань, 1875. Слово о пособии голодающим самарцам. — 1874.
- Соображения о способах к успешному привлечению некрещеных инородцев к вере Христовой. — 1847.
- Слово в день Благовещения и в Великий Пяток о том, что Иисус Христос есть истинный Бог наш. — СПб., 1858.
- Азбука по новому способу обучать детей грамоте. — СПб., 1867,1871,1881.
- Улучшение быта православного духовенства в России // Христианское чтение. — 1864, ч. 1; 1871, ч. 1.
- Письма к преосвященному Иеремии (академическая библиотека № А 11/308; № А 1/281). Влияние Церкви на развитие частной и общественной благотворительности в России (курсовое сочинение).
- Истинный друг духовного юноши // Христианское чтение. — СПб., 1858.